# Charissa Tansomboon
Charissa Tansomboon (Silver Spring, 30 januari 1989) is een Thais-Amerikaans voormalig kunstschaatsster.

## Biografie
De in de Verenigde Staten geboren Tansomboon begon in 1998 met kunstschaatsen. Haar ouders emigreerden voor de geboorte van hun dochter van Thailand naar de Verenigde Staten. Tansomboon vertegenwoordigde Thailand bij internationale wedstrijden.
Ze nam vier keer deel aan de wereldkampioenschappen. Haar beste prestatie op de WK was de 40e plaats in 2007. Daarnaast vertegenwoordigde ze drie keer Thailand op de viercontinentenkampioenschappen, in 2008 werd ze 23e. Bij haar enige deelname aan de WK junioren in 2007 eindigde ze op de 30e plaats.
Na haar sportieve carrière hervatte Tansomboon haar studie psychologie. In 2011 behaalde ze een academische graad.

## Belangrijke resultaten
| Kampioenschap                | 04/05  |  | 06/07 | 07/08 | 08/09 | 09/10 |
| ---------------------------- | ------ |  | ----- | ----- | ----- | ----- |
| Wereldkampioenschap          |        |  | 40e   | 47e   | 45e   | 50e   |
| Viercontinentenkampioenschap |        |  |       | 23e   | 27e   | 31e   |
| Aziatische Spelen            |        |  | 11e   |       |       |       |
| Nationaal kampioenschap      | Zilver |  |       |       |       |       |
| WK junioren                  |        |  | 30e   |       |       |       |